# Tay Money
Taylor Noelle Watson, née le 6 avril 1993 à Tyler, connue professionnellement sous le nom de Tay Money, est une rappeuse américaine.
Elle commence sa carrière en 2017 et connaît la notoriété après la sortie de son single Trappers Delight en juin 2018. En 2020, son single Bussin est un succès sur l'application TikTok et atteint la 41e place d'US Viral 50, le 9 février 2020.
En 2021, elle signe un contrat d'enregistrement avec les labels Geffen Records et Interscope Records.

## Biographie
Taylor Noelle Watson naît aux États-Unis, le 6 avril 1993, à Tyler, au Texas. Elle grandit à Athènes, où elle exerce le métier de coiffeuse, avant de déménager à Dallas.

## Musique
Tay Money fait ses débuts en 2017, avec la publication du single, Lewis & Clark, puis du single Na Na.
Le single Trapper's Delight sort en 2018, sur la chaîne YouTube de WorldStarHipHop et compte, en moins d'un mois, plus de 1,2 million de vues. En novembre de la même année, Tay Money sort son premier EP, DUH!, puis, en 2019, plusieurs singles : High School, 2k, Ride Around et IMAX,,. La même année, sa première mixtape, Hurricane Tay, sort avec seize titres et deux EPs de DaBaby et YNW Melly.
En mars 2020, Tay Money sort le single Bussin, qui devient rapidement viral sur les différents médias sociaux, en particulier sur TikTok,. En juillet 2020, Tay Money sort le remix intitulé Bussin 2.0,,. Elle collabore avec le rappeur Saweetie sur ce remix, puis avec Mulatto sur Brat, sorti en octobre,. Le 2 octobre 2020, Tay Money sort le clip Circus, réalisé par DrewFilmedIt, puis la mixtape Blockedt, le 11 décembre 2020.
En 2021, elle signe un contrat d'enregistrement avec Geffen Records et Interscope Records. Son premier album studio est en cours d'enregistrement.
En décembre 2021, Tay Money adresse le clip de son single Self Made aux personnes qui osent remettre en question sa carrière de rappeuse,.

## Image publique
Tay Money figure sur la liste des dix artistes hip-hop texans à surveiller en 2020, publiée par D Magazine.
Selon Rashad Milligan, journaliste pour Rolling Out, avec Assignment, le single au refrain répétitif qui reprend des termes argotiques popularisés par la sphère afro-américaine de Twitter, Tay Money doit s'attendre à des accusations d'appropriation de la culture afro-américaine, à l'instar d'artistes comme V-Nasty, Kreayshawn, Lil Debbie et Iggy Azalea.

## Vie privée
Tay Money est en couple avec le vidéaste Cole Bennett, jusqu'au milieu de l'année 2021, lorsque ce dernier la trompe avec l'influenceuse Instagram Stassiebaby, ce que confirme Tay Monex sur son compte Instagram.

## Discographie

### EPs
- 2018 : DUH!
- 2019 : Hurricane Tay
- 2020 : Blockedt